# Jillian Michaels
Jillian Michaels (18 de fevereiro de 1974) é uma instrutora de fitness, nutricionista, empresária, personalidade da mídia e autora norte-americana. Reconhecida pela sua participação como mentora nas séries do reality show The Biggest Loser, da NBC, também foi apresentadora e cojurada do programa Sweat, INC. Em 2016, estreou o seu reality show Just Jillian no canal E! Entertainment Television.

## Origem e Educação
Jillian Michaels nasceu em Los Angeles a 18 de fevereiro de 1974, filha da psicoterapeuta JoAnn e do advogado Douglas McKarus. A sua mãe é judia e o seu pai é descendente de sírios. Foi criada no bairro de Tarzana, em Los Angeles.
Durante a sua juventude, Jillian era obesa e usava a comida como escape, algo que piorou aos 13 anos, quando seus pais se divorciaram. Após o divórcio, a sua mãe a matriculou em aulas de artes marciais para ajudá-la a lidar com o estresse, o que fez com que se concentrasse na sua saúde, bem-estar e boa forma.

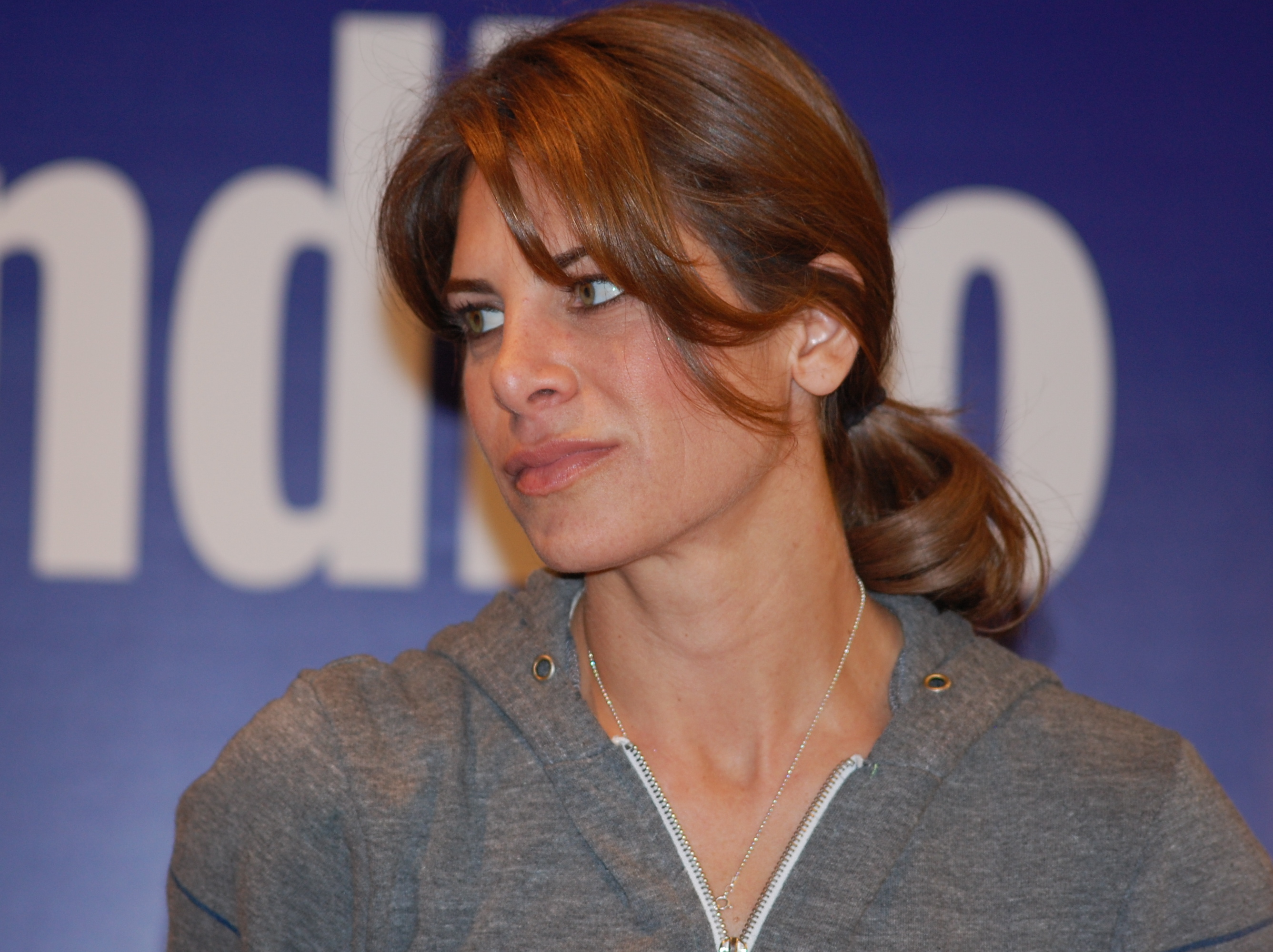
Jillian Michaels

Estudou na California State University, em Northridge, onde se sustentou a trabalhar como bartender e personal trainer durante esse período. Em 2002, após trabalhar brevemente como agente na International Creative Management, abriu o centro de medicina desportiva Sky Sport & Spa em Beverly Hills.

## Carreira
Como personal trainer, Jillian Michaels usa uma mistura de técnicas de treino de força com os seus clientes, incluindo kickboxing, ioga, pilates, pliometria e musculação. Também desenvolveu uma série de educação continuada para treinadores com a AFAA e possui um certificado de consultora de nutrição e bem-estar com a American Fitness Professionals and Associates (AFPA).

### Mídia
Lançou a aplicação Jillian Michaels: The Fitness App tornando-se rapidamente um dos principais aplicativos de fitness do mundo. Recebeu ainda os prêmios da Apple e do Google na categoria de Melhor APP de saúde e fitness.
Jillian Michaels é também autora de 9 livros sobre saúde e bem-estar, com oito best-sellers na lista dos mais vendidos do New York Times.

Em 2008 lançou a sua empresa Empowered Media LLC e o site de assinatura de vídeos de fitness chamado Fitfusion.com. O conteúdo do website também é transmitido na AT&amp;T U-verse, BroadbandTV Corp, Bell Satellite TV Canada e outros canais de televisão, bem como nas plataformas Roku, Apple TV e Fitness OnDemand, alcançando públicos no Marriott, Hilton Worldwide e Shangri-La Hotels and Resorts.
Desde fevereiro de 2011, apresenta um podcast semanal, Keeping It Real, pelo iTunes. Em dezembro desse ano, o programa estava entre os podcasts destacados na App Store Rewind 2011, vencendo na categoria de Melhor Novo Podcast de Áudio. Posteriormente, formou uma parceria com o Club Random de Bill Maher para expandir o seu podcast de áudio "Keeping It Real" para vídeo.

### The Biggest Loser

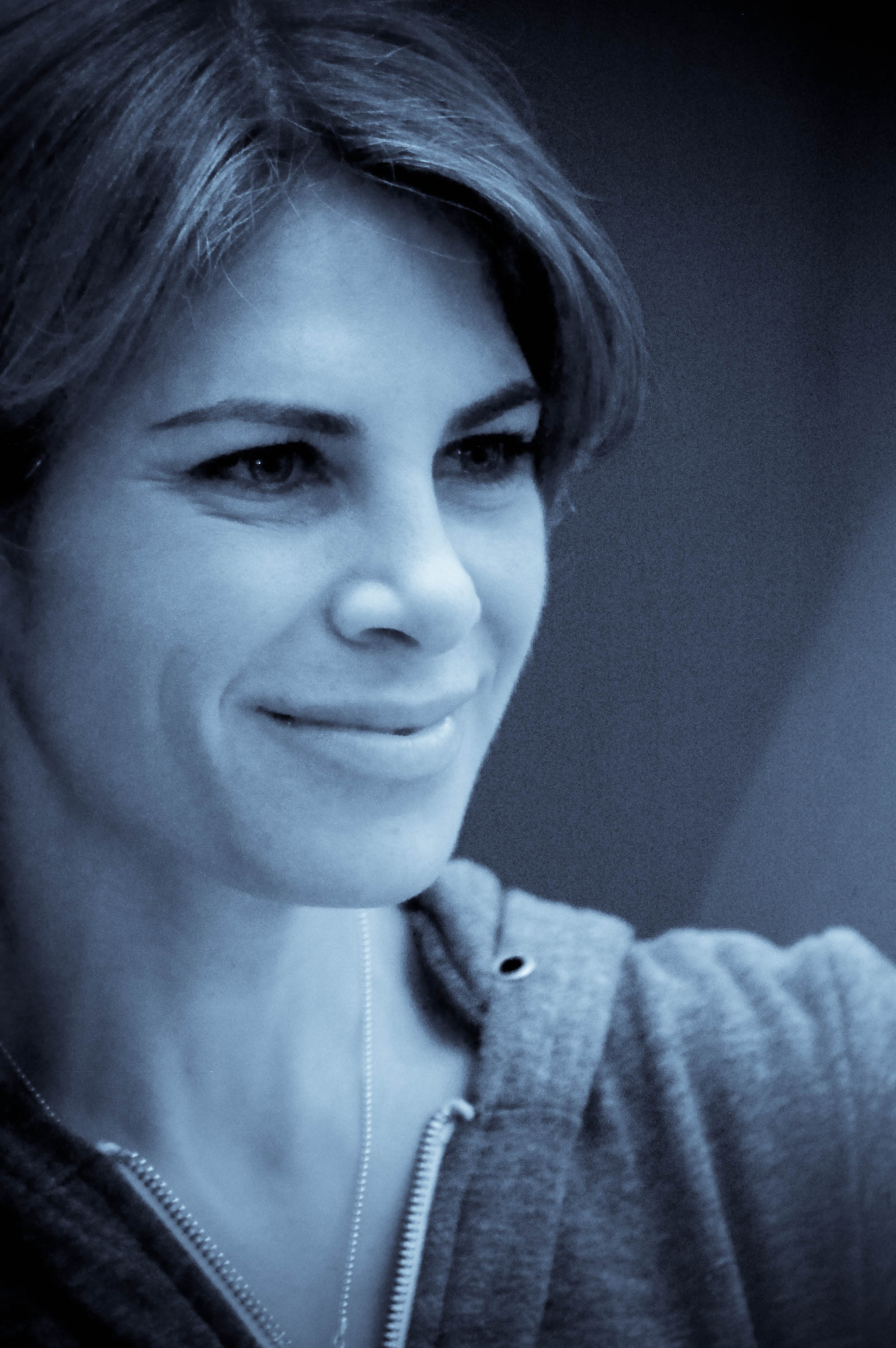
Michaels em abril de 2011

Destacou-se como treinadora e mentora no reality show The Biggest Loser quando o programa começou em outubro de 2004. No programa, assumiu o papel de treinadora da Red Team (Equipa Vermelha) e permaneceu nessa função durante as duas primeiras temporadas. Após a sua saída em 2006, foi substituída por Kim Lyons, retornando ao programa em 2007 como treinadora do Black Team competindo contra a Red Team de Lyons e a Blue Team de Bob Harper. Junto com Harper, Jillian Michaels também foi treinadora na versão australiana do show de 2006 a 2008.
Em 7 de dezembro de 2010, anunciou via Twitter que a décima primeira temporada do programa seria a sua última. Fez sua última aparição no The Biggest Loser em 24 de maio de 2011.
Em 4 de setembro de 2012, foi anunciado que retornaria ao The Biggest Loser na 14ª temporada, continuando para a 15ª temporada, que estreou em 15 de outubro de 2013, na NBC.

### Losing It with Jillian
Em 1 de junho de 2010, a NBC estreou Losing It With Jillian, um spin-off de The Biggest Loser. No programa, a treinadora visita a casa e os locais de trabalho de familiares durante uma semana.
O programa foi emitido originalmente entre junho e julho de 2010. A partir de janeiro de 2012, todos os oito episódios da série ficaram disponíveis para visualização online.

### Contrato com a CBS Television Distribution
A 6 de maio de 2011, a CBS Television Distribution anunciou que Jillian Michaels tinha assinado um contrato de vários anos para se tornar coapresentadora do programa de discussão The Doctors, bem como para atuar como correspondente especial no programa Dr. Phil da CTD. No programa, apresentou um segmento recorrente chamado Ask Jillian, que abordava principalmente tópicos sobre nutrição e dieta.
Deixou o programa The Doctors em janeiro de 2012, após meia temporada, porque, segundo a própria, o acordado "não era o que eu e o programa esperávamos".

## Caridade

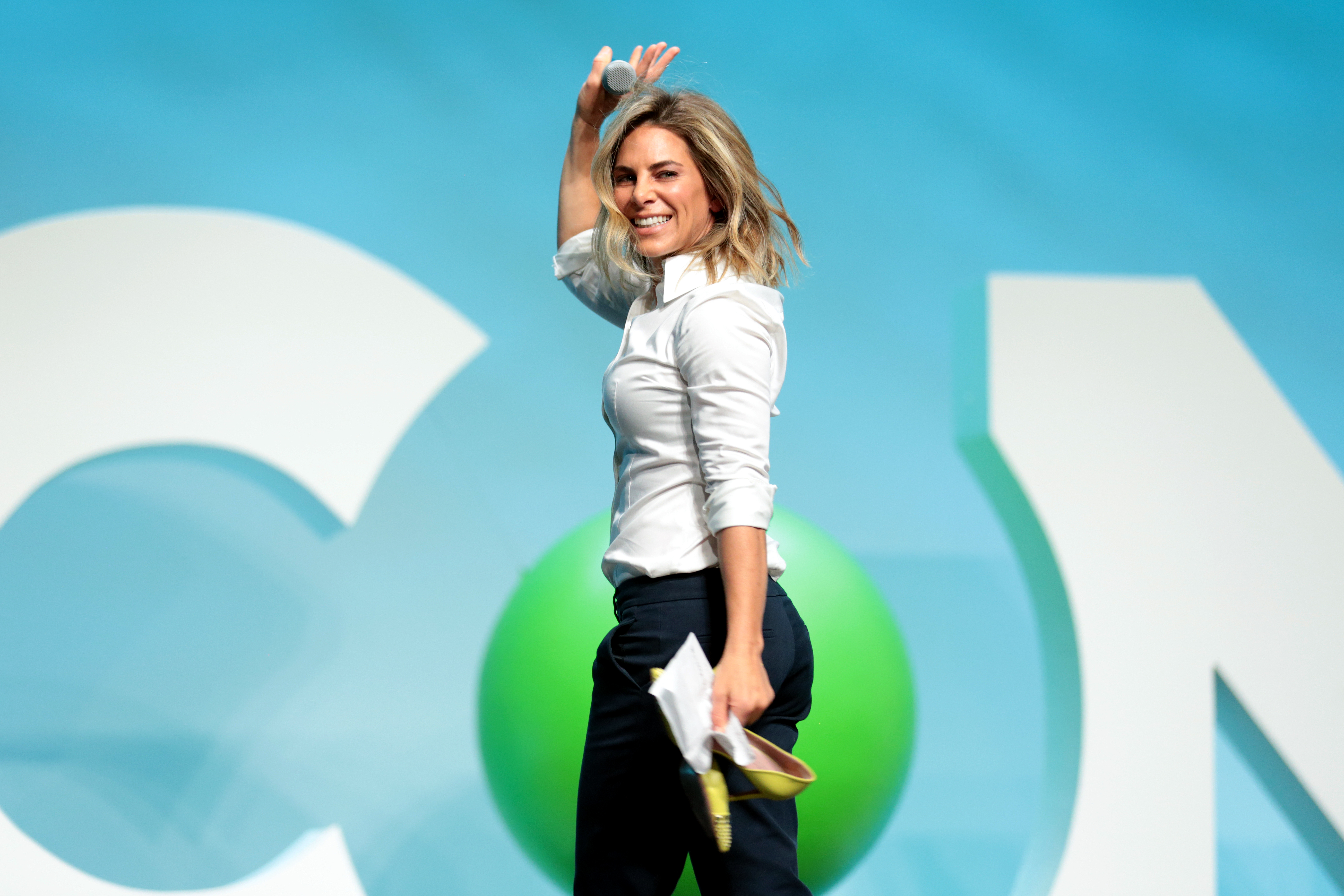
Jillian Michaels ex apresentadora do programa The doctors.

Jillian Michaels trabalha com uma variedade de instituições de caridade, incluindo o ACNUR, o Play 60 da NFL, Stand Up to Cancer, Working Wardrobes, Hope for Haiti, Sow a Seed e Dress for Success. Também dedica tempo a causas de bem-estar animal e ajudou a PETA a resgatar um cavalo de corrida de um matadouro em 2012.

## Crítica
A empresa Basic Research LLC e Jillian Michaels foram processadas numa ação coletiva por propaganda enganosa ao comercializar o Jillian Michaels Maximum Strength Calorie Control, que alegava promover a perda de peso tomando apenas dois comprimidos antes de uma refeição. Pouco depois, a empresa recebeu o prêmio "Mais Ultrajante" do Quackwatch 's 2010 Slim Chance Awards, que é concedido a "...promotores de esquemas de perda de peso".  Jillian Michaels foi processada várias vezes por causa das pílulas de dieta com o seu nome nelas. Os processos foram eventualmente rejeitados e arquivados.

## Vida pessoal
Assumiu-se publicamente como lésbica e agnóstica em 2012, mas declarou: "Digamos que acredito no amor saudável. Se eu me apaixonar por uma mulher, isso é incrível. Se eu me apaixonar por um homem, isso é incrível. Contanto que você se apaixone... é como comida orgânica. Eu só como comida saudável e só quero amor saudável!"
De 2009 a 2018, teve um relacionamento com Heidi Rhoades. O casal adotou uma menina de dois anos do Haiti em maio de 2012, enquanto Heidi Rhoades deu à luz um filho no mesmo mês. Ficaram noivas em data desconhecida, mas anunciaram o fim do relacionamento em junho de 2018.
Em 2018, iniciou um novo relacionamento com a estilista Deshanna Marie Minuto. Ficaram noivas em novembro de 2021 e se casaram em julho de 2022.

### Ideologia política
Jillian Michaels referiu-se a Donald Trump como "um fanático que tenta roubar aos americanos os seus direitos iguais" durante as eleições presidenciais dos Estados Unidos de 2016. No mesmo ano, rotulou o candidato a vice-presidente de Trump, Mike Pence, como "o político anti-gay número um do país neste momento".
Numa reversão dos seus comentários sobre Donald Trump, em 2024 anunciou que votou em Trump na eleição presidencial dos Estados Unidos de 2024.